# Хемерсхајм
Хемерсхајм (њем. Hemmersheim) општина је у њемачкој савезној држави Баварска. Једно је од 38 општинских средишта округа Нојштат ан дер Ајш-Бад Виндсхајм. Према процјени из 2010. у општини је живјело 672 становника. Посједује регионалну шифру (AGS) 9575130.

## Географски и демографски подаци
Хемерсхајм се налази у савезној држави Баварска у округу Нојштат ан дер Ајш-Бад Виндсхајм. Општина се налази на надморској висини од 295 метара. Површина општине износи 23,8 km². У самом мјесту је, према процјени из 2010. године, живјело 672 становника. Просјечна густина становништва износи 28 становника/km².